# Castello di Blankenburg (Germania)
Il grande Castello di Blankenburg (Schloss Blankenburg) è un edificio sulla sommità della collina (305 m s.l.m.) nella città di Blankenburg, nella regione dell'Harz, in Germania, in Sassonia-Anhalt.

## Storia
Intorno al 1123 l'imperatore Lotario di Supplimburgo costruì il castello di Blankenburg sulla collina detta Blankenstein. Successivamente il castello passò sotto il domino del casato dei Welfen, attraverso Enrico X di Baviera ed Enrico il Leone. Il castello passò nelle mani di feudatari della Franconia, la nobile famiglia dei Reginbodonen, per poi essere dal 1181 sotto il controllo dell'imperatore Federico Barbarossa. 
Nei secoli successivi il castello feceva parte sempre dei domini feudali dei Reginbodonen finché questa famiglia non si estinse.
Nel 1599 il castello entrò nei possedimenti del ducato di Brunswick-Lüneburg.
Nel 1705 il castello venne ristrutturato in stile barocco per volere del duca Luigi Rodolfo che impegnò in questo progetto l'architetto Hermann Korb.
In questo "nuovo" castello barocco si sposò sua figlia Elisabetta Cristina con Carlo di Asburgo, il futuro imperatore Carlo VI. L'imperatore Giuseppe I elevò Blankenburg a principato.
Il castello fu abitato dai duchi di Brunswick fino al 1930. Gli ultimi abitanti furono Ernesto Augusto di Hannover e sua moglie Vittoria Luisa di Prussia. Qui nacque la loro figlia, Federica, madre della regina Sofia di Spagna.
Dopo la seconda guerra mondiale il castello divenne d'uso pubblico durante la DDR e fu trasformato in una scuola.
Dal 2005 il castello è oggetto di molti restauri e di una campagna di tutela e protezione dell'edificio grazie all'attività di molte associazioni locali. Dal 2011 è divenuto sede del comune di Blankenburg.

## Architettura
Il castello è una fabbrica di più edifici che circondano un cortile quadrangolare. Del castello fanno parte una cappella e molte ampie sale.

## Galleria d'immagini

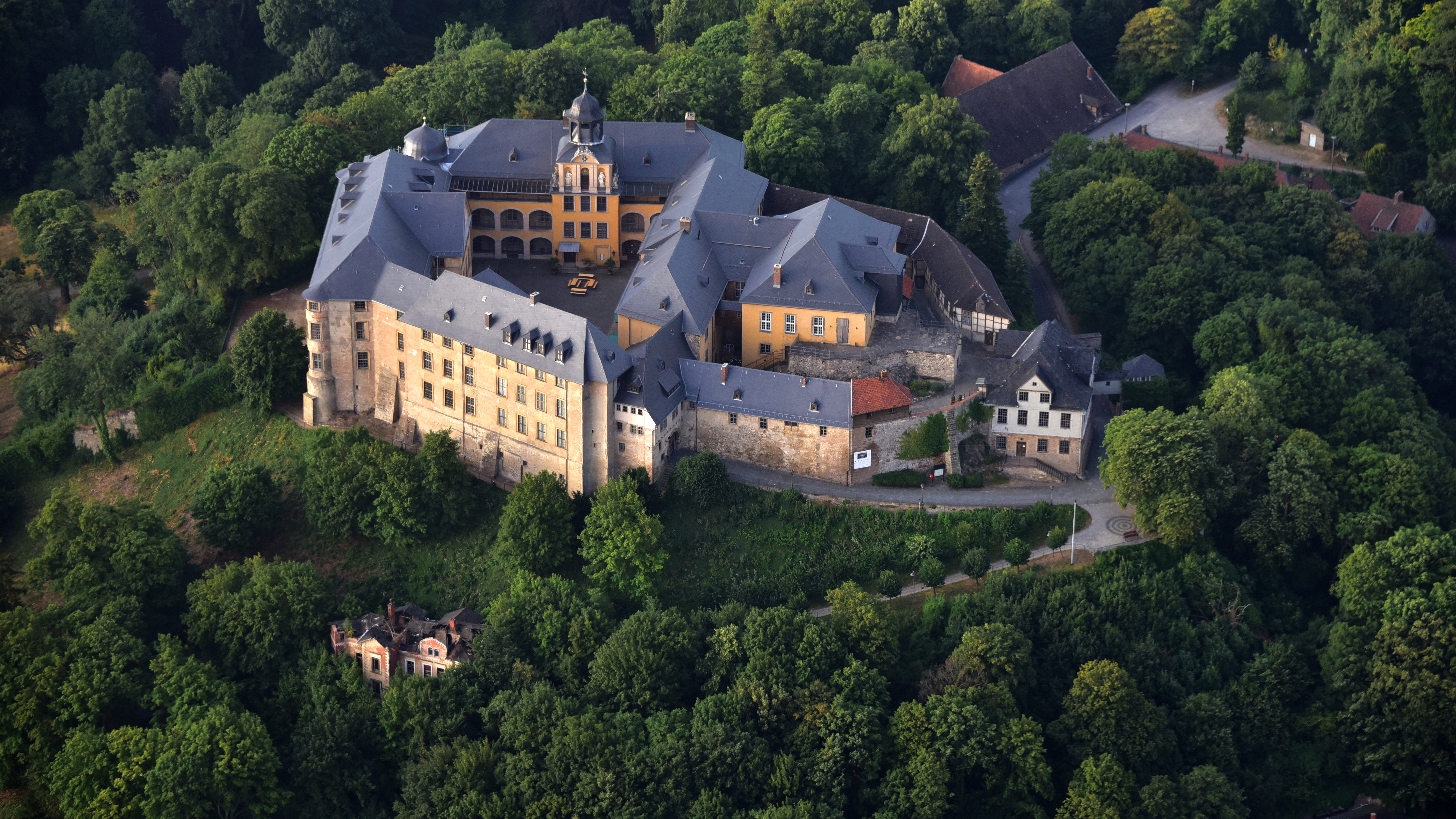
Veduta area del castello di Blankenburg
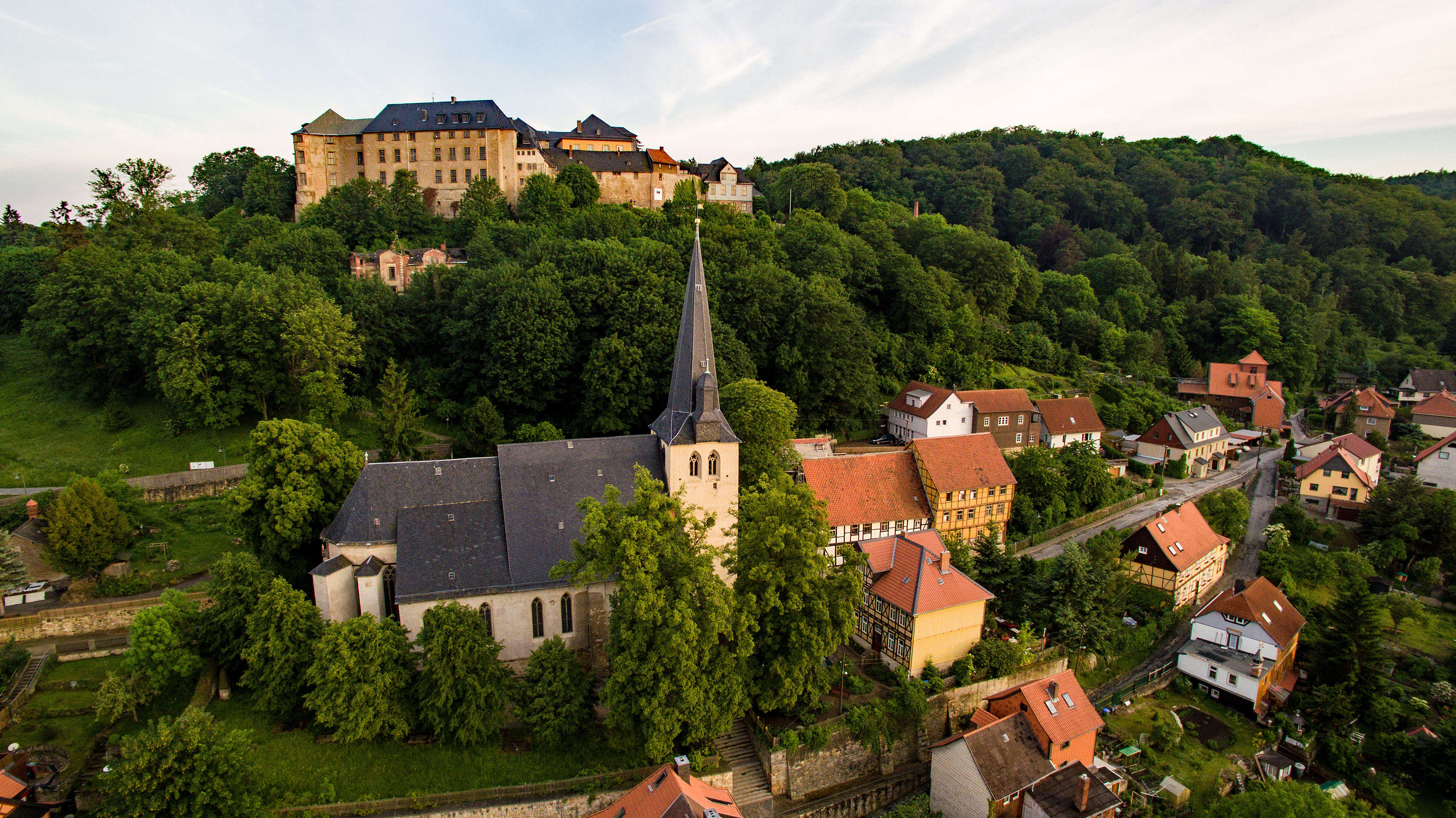
Il castello che domina dalla collina
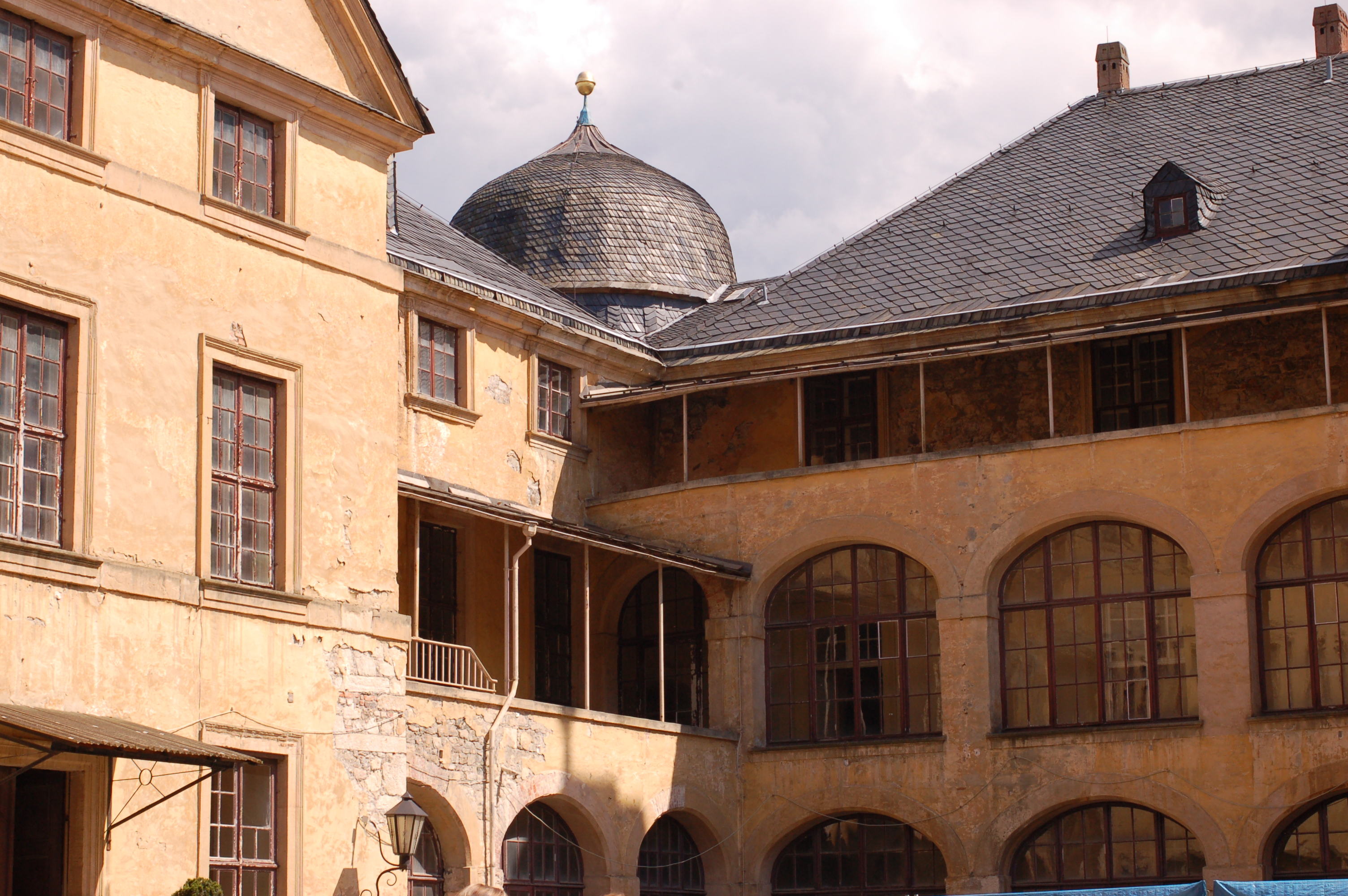
Corte interna del castello